# Мачевање
Мачевање у ширем смислу означава борилачку вештину у којом се два противника боре хладним оружјем (мачем, сабљом, ножем) које држе у руци те њиме покушавају убости или сасећи противника. У ужем смислу, мачевање се користи као назив спорта у којем се два такмичара боре прописаним оружјем и заштићени су одговарајућом заштитном опремом.

## Историја мачевања
Историја мачевалачке вештине у Европи обухвата два основна периода.

### Епоха варварства
Ова епоха почиње са израдом првог мача а завршава се са првим учитељима мачевања у Грчкој. Током тог периода, мачевалачко умеће се откривало насумице, и учило најчешће уз посматрање и имитацију. Технике употребе мача су биле сасвим произвољне и индивидуалне. Мачевање готово да се није ни учило пошто је мач коришћен као било која алатка – секира, батина или мотка. Мачевање се није заснивало толико на систематичности и промишљености мачевалачких радњи колико на техници удараца који ће с највише вероватноће и среће донети победу, без обзира на последице. Мачем се руковало кружним покретима, како би се инерцијом задао што снажнији ударац. Мачеваоци ове епохе мачују претежно под утицајем рефлекса. Вештине мачевања овог типа су се преносиле са старијих на млађе чланове породице.

### Епоха школа
Епоха школа обухвата четири потпериода: антички, средњовековни, нововековни и савремено доба.
У античком периоду, мачевање по први пут постаје предмет организованог и систематског истраживања, учења и вежбања. То значи да је мачевалац систематским радом стекао знање о мачевању и упражњавао одређени тип и врсту (школу) мачевања која има своје карактеристике по којима се разликује од других школа, а сталном вежбом је усавршавао своју вештину. По први пут се појављују плаћени учитељи мачевања. Такође, ова епоха доноси и прве ограђене просторе у којима се вежба мачевање. У Грчкој су то углавном били полуотворени простори, а у Риму поред полуотворених и затворени простори. Вежбаонице су се појавиле првенствено из потребе да се током зимског периода, кад су углавном у свим културама ратне активности прекидане, мачеваоци вежбају и одржавају у доброј борбеној форми.
Затворене школе мачевања у Риму нису имале само војни значај. Оне су биле још раширеније кад је реч о гладијаторској обуци. Затворени простори, који су школама мачевања по први пут давали и физичко обележје школе и у том смислу значили и подстицај развоја мачевања, умножавали су се са појавом средњовековних замака и касније нововековних специјализованих сала за мачевање.
Период средњег века уноси додатне новине у вештину мачевања. Од пада Рима до 13. века постоји доминација варварског, углавном инстинктивног мачевања, да би од XIII до прве половине 15. века дошло до усавршавања саме вештине мачевања. Прве витешке школе мачевања отварају се почетком 13. века, а мачевање се изучава не само као вештина, већ и као етика - мачевалац средњег века је првенствено витез. Мач се користи не само у светлу технике и вештине, већ и у светлу вере, истине, добра, храбрости, дакле једном речју витештва.
У другој половини 15. века настају прве полувојне, дворске и цивилне (грађанске) школе мачевања. Период новог века се сматра врхунцем и ренесансом европског мачевања. Мачевање у том периоду постаје првенствено културна, интелектуална, телесна, аристократска и џентлменска вештина (као јахање, шах, билијар, лов, итд). Мачевање се у тој епохи по први пут учи и развија као уметност - исход мачевалачке борбе постаје мање битан од стила, начина задавања погодака противнику, али и интелектуални дуел - телесни покрети се изводе онолико брзо колико се противникови потези уочавају. У том смислу мачевалачка борба постаје у великој мери интелектуални дуел у коме се првенствено надмећу брзо опажање, размишљање, знање, тактика, искуство, лукавство, а не толико рефлекс, снага, увежбаност и окретност. Ова промишљеност у мачевању новог века је ишла толико далеко да су прави мајстори у борби свесно, као шахисти, урачунавали и намерну жртву па су пристајали да буду лакше или теже рањени уколико ће са овом акцијом нанети противнику смрт. Овај период је у свим европском земљама, а посебно у Италији, Француској, Шпанији, Немачкој и Енглеској трајао веома дуго, готово непрекинуто 400 година о чему сведоче и многе књиге о мачевању из тог доба, стварањем националних школа и еволуцијом мануфактура и индустрија за израду мачевалачког оружја.
Савремено доба доноси нове промене у вештини мачевања. Мачевалачка вештина која се до краја века упражњавала као борбена и део општег образовања сваког господина или официра, се постепено трансформише у спорт. Основне узроке ове трансформације треба тражити у променама које је са собом донео 18. века - забране ношења мачева уз цивилно одело, забране везане за двобоје, настојања да се пацификује грађанска класа, да се спречи настанак несрећа и повреда приликом вежбања, промене у правилима мачевања (двобој до прве крви), настанак нових врста мачева и заштитне опреме, јачање такмичарског духа капитализма и развој великог броја спортова и слично. Уз све то мачевање постаје доступно женама и деци. Готово у свим земљама Европе долази до санкционисања рада школа мачевања и ограничавања рада учитеља мачевања. Школе мачевања се затварају а учитељи мачевања протерују, а у неким земљама опстају тако што су грађанству почињу да нуде пацификовано мачевање са новом, измењеном и другачијом врстом мачева, која ову вештину претвара у, за оно време, „друштвено прихватљиву игру“.
Тако је, почетком 19. века, постојала подела на спортско мачевање намењено за широко грађанство, даме и децу и ретко, готово тајно или у оквиру војних и полицијских установа, учено – борбено мачевање, које наставља традицију техника, тактика и оружја које је ова борбена вештина раније имала.

## Кратка историја мачевалачког спорта
Спортско мачевање, о којем је овде реч, развило се из ратничког мачевања. Један од првих сведочанстава о њему је рељеф у египатском храму у Мединет Хабу (око 1190. године п. н. е.)а попратни хијероглифи се тумаче овако: „На место, пази и диви се ономе што ће учинити моја храбра и спретна рука“. Мачевали су се сви антички народи. У Риму се у посебним школама, подучавала та вештина, вероватно од 5. века. Од 264. године п. н. е. приређивале су се тамо борбе гладијатора (од лат. gladius = мач). Гладијатори су припремани у мачевалачким школама у којима су држани под врло строгом дисциплином. Крваве и окрутне гладијаторске борбе су Римљани неговали упркос њиховом неспортском карактеру и њима се одушевљавали. За разлику од Грчке, где се никад нису прихватиле, у старом Риму оне су се одржале све до 5. века.
Традиција је настављена и касније, те је мачевање кроз читав средњи век кориштено као начин војне обуке, али и врста разоноде.
Како је хладно оружје временом због напретка ратне технике изгубило првобитни значај, мач и сабља остају само симболично у саставу парадних униформа многих војска, а мачевање се од ратне вештине и средстава за решавање особних спорова (двобој) претвара у модеран олимпијски спорт, који користи савремену електронску технологију за регистрацију погодака.
Мачевање је као спорт укључен у програм модерних Олимпијских игара већ на Играма у Атини 1896. Ипак, због бројних разлика у постојећим правилима у првим годинама тог спорта било је доста неспоразума, који су коначно разрешени 1913. године оснивањем Међународне мачевалачке федерације или краће ФИЕ (од француског назива Fédération Internationale d'Escrime). Та година се сматра и почетком развоја модерне ере мачевалачког спорта.
Модерно спортско мачевање које као основу има европско мачевање (за разлику од разних облика мачевалачких вештина Далеког истока међу којима се истиче јапанско мачевање - Кендо) распрострањено је на свих пет континената. Одржавају се светска, европска и национална првенства, као и многи међународни и национални турнири широм света.
Мачевање је и једна од дисциплина модерног петобоја.

## Правила спортског мачевања
Мачевање се одиграва на стази ширине 1,5 до 2 метра и дужине до 14 метара. По средини борилишта повучена је попречна црта, иза које борци, сваки са своје стране, заузима став за почетак игре. На почетну црту враћају се борци након сваког признатог поготка. Осим тога, постоје црте које означавају крајње границе игралишта преко којих борци не смеју прелазити за бреме борбе. Противници користе оружје прописаних карактеристика и прописану заштитну опрему за цело тело. Циљ је, зависно од врсте оружја, убости или посећи (само код сабље) противника али само у строго одређени део тела. Аутоматски електрични системи региструју поготке, а правилност извођења оцењују судије. Победник је мачевалац који први скупи одређени број погодака.

## Дисциплине у спортском мачевању
Постоје три основне дисциплине и мачевању, које се разликују по врсти оружја и делу тела противника на којем се признаје погодак, а који се назива важећа површина.

### Спортски флорет
Флорет је оружје којим се погодак остварује искључиво убодом, дакле само врхом. У историјском аспекту предвиђен је као верзија за вежбање рапира, значајно умањене масе како би се мачеваоцу омогућило дуготрајније увежбавање технике. Флорет је задржао исти облик као из којег је изникао, па за разлику спортског мача је лакши, са мањом заштитном кошарицом (гарда) и нешто јаче израженом савитљивошћу. Важећа површина је искључиво торзо противника, дакле горњи део тела без руку, главе и врата. Погодак у неважећи део тела се не бодује, али се након таквог поготка борба прекида и ударци након тога се не броје до поновног знака за почетак борбе.

### Спортски мач
Мач је најмасивније од три оружја, као спортско оружје директни је наследник историјског рапира, а погодак у спортској борби постиже се искључиво убодом. Важећа површна је код мача читаво тело.

### Сабља
Сабља је оружје код којег се погодак постиже убодом и сечењем. То значи да се погодак признаје додиром важеће површне било којим делом оштрице сабље: врхом или оштрицом. Код сабље је важећа површина горњи део тела противника.

## Мачевалачка опрема у спортском мачевању
Осим самог оружја, мачевалац је опремљен заштитном опремом као што је одговарајуће мачевалачко одело, рукавице и маска. Уз то, за флорет и сабљу мачевалац носи проводљиви пластрон који у потпуности мора покривати важећу површину. Такође сваки мачевалац има одговарајуће ожичење, спојено на оружје и у случају флорета или сабље на проводљиви пластрон. Систем је направљен тако да додир оружја (флорета или сабље) с противниковим пластроном (који покрива важећу површину) затвара струјни круг што се региструје паљењем светла. На тај начин судија може проценити да ли је погодак важећи, и који је од такмичара постигао погодак први, у случају да приликом борбе оба такмичара постигну погодак у слично време.